# Tovornik
Tovornik je priimek več znanih Slovencev:
- Anton Tovornik, major, doc. obramboslovja ...
- Arnold Tovornik (1916—1976), gledališki in filmski igralec, brat Franja Tovornika
- Boris Tovornik (*1947), doktor elektrotehniških znanosti, univerzitetni profesor na Univerzi v Mariboru
- Danica Tovornik (1927—2012), biologinja in kemičarka, medicinska entomologinja
- Franc Tovornik (1927—1973), duhovnik, arhidiakon  in nadžupnik v Slovenskih Konjicah
- Franjo Tovornik (1907—1934), gledališki igralec, brat Arnolda Tovornika
- Magda(lena) Tovornik (*1945), kemičarka in političarka
- Matjaž Tovornik (*1960), košarkar
- Nina Tovornik, kiparka
- Peter Tovornik, skladatelj, aranžer